# Francy Van der Wildt
Francy Van der Wildt (Reet, 18 september 1950) is een Belgisch politica voor Vooruit.

## Levensloop
Francy Van der Wildt studeerde in 1971 af als kandidaat in de wetenschappen aan de Vrije Universiteit Brussel, was beroepshalve bediende bij het Nationaal Verbond van Socialistische Mutualiteiten.
Op jonge leeftijd werd Van der Wildt actief bij de Socialistische Vooruitziende Vrouwen (SVV), waar ze van 1971 tot 1983 werkzaam was als federaal secretaris. Van 1983 tot 1992 was ze nationaal secretaris van de SVV, een functie die ze in 1999 opnieuw ging uitoefenen. Ook was ze vanaf 1983 lid van het Bureau van de Vlaamse Hoge Raad voor het Gezin, van 1987 tot 1996 ondervoorzitster van Kind en Gezin en van 1994 tot 1999 bestuurder bij de Socialistische Mutualiteiten. Ook was ze van 1999 tot 2008 voorzitster van de Nationale Vrouwenraad.
Van der Wildt werd lid van de toenmalige BSP, de latere SP en het huidige Vooruit, en was in 1975 ondervoorzitter en in 1975-1976 secretaris van de BSP-afdeling in Rumst, waar ze in 1974 tevens voorzitter van de lokale afdeling van de Socialistische Vooruitziende Vrouwen werd. Begin 1977 werd ze gemeenteraadslid van Rumst. Ze vervulde dit mandaat tot in 1979 en van 1995 tot 2024 was ze opnieuw gemeenteraadslid van Rumst. In Rumst was ze van 1995 tot 2006 schepen van Milieu, Gezondheid, Jeugd, Mobiliteit, Informatie, Gelijke Kansen, Stedenbouw en Tewerkstelling en van 2007 tot 2010 was ze de eerste vrouwelijke burgemeester van de gemeente, waarbij zij tevens bevoegd was voor Mobiliteit en Gelijke Kansen. Van 2010 tot 2012 was ze vervolgens eerste schepen met de bevoegdheden Mobiliteit, Ruimtelijke Ordening, Stedenbouw en Gelijke Kansen.
Ook werd ze actief in de nationale politiek als lid van de Senaat. In 1991 werd ze tot provinciaal senator voor de provincie Antwerpen verkozen en bleef dit tot in 1995. Vervolgens was ze rechtstreeks verkozen senator tot in 1999. Als senator zetelde ze in 1992-1995 in de commissies Economische Aangelegenheden en Volksgezondheid en Leefmilieu en in 1995-1999 als eerste ondervoorzitter in de commissie Financiën en Economische Aangelegenheden en als vast lid in de commissie Binnenlandse Aangelegenheden. Van 1995 tot 1999 was ze ook afgevaardigde naar de Raadgevende Interparlementaire Beneluxraad.
Toen Francy Van der Wildt de nationale politiek verliet, werd ze op 9 juni 1999 benoemd tot ridder in de Leopoldsorde.